# Black Hammock
Black Hammock statisztikai település az USA Florida államában, Seminole megyében. Lakosainak száma 1195 fő (2020. április 1.).

## Népesség
A település népességének változása:

| 2010 | 1 144 |
| 2020 | 1 195 |